# Клермон (Арьеж)
Клермо́н (фр. Clermont) — коммуна во Франции, находится в регионе Юг — Пиренеи. Департамент коммуны — Арьеж. Входит в состав кантона Сен-Жирон. Округ коммуны — Сен-Жирон.
Код INSEE коммуны — 09097.

## Население
Население коммуны на 2008 год составляло 86 человек.
| 1962 | 1968 | 1975 | 1982 | 1990 | 1999 | 2008 |
| ---- | ---- | ---- | ---- | ---- | ---- | ---- |
| 80   | 102  | 92   | 90   | 82   | 101  | 86   |

## Экономика
В 2007 году среди 47 человек в трудоспособном возрасте (15—64 лет) 37 были экономически активными, 10 — неактивными (показатель активности — 78,7 %, в 1999 году было 62,1 %). Из 37 активных работали 34 человека (20 мужчин и 14 женщин), безработных было 3 (1 мужчина и 2 женщины). Среди 10 неактивных 3 человека были учениками или студентами, 2 — пенсионерами, 5 были неактивными по другим причинам.